# تصنيف الصنوبر
حسب علم تصنيف النبات، يتبع جنس الصنوبر ثلاثة جُنَيسين (جمع جُنيس أو تحت جنس) هي:
- الصنوبر الأبيض أو (باللاتينية: Strobus)
- صنوبر دوكامبو أو (باللاتينية: Ducampopinus)
- الصنوبر الحقيقي أو (باللاتينية: Pinus)

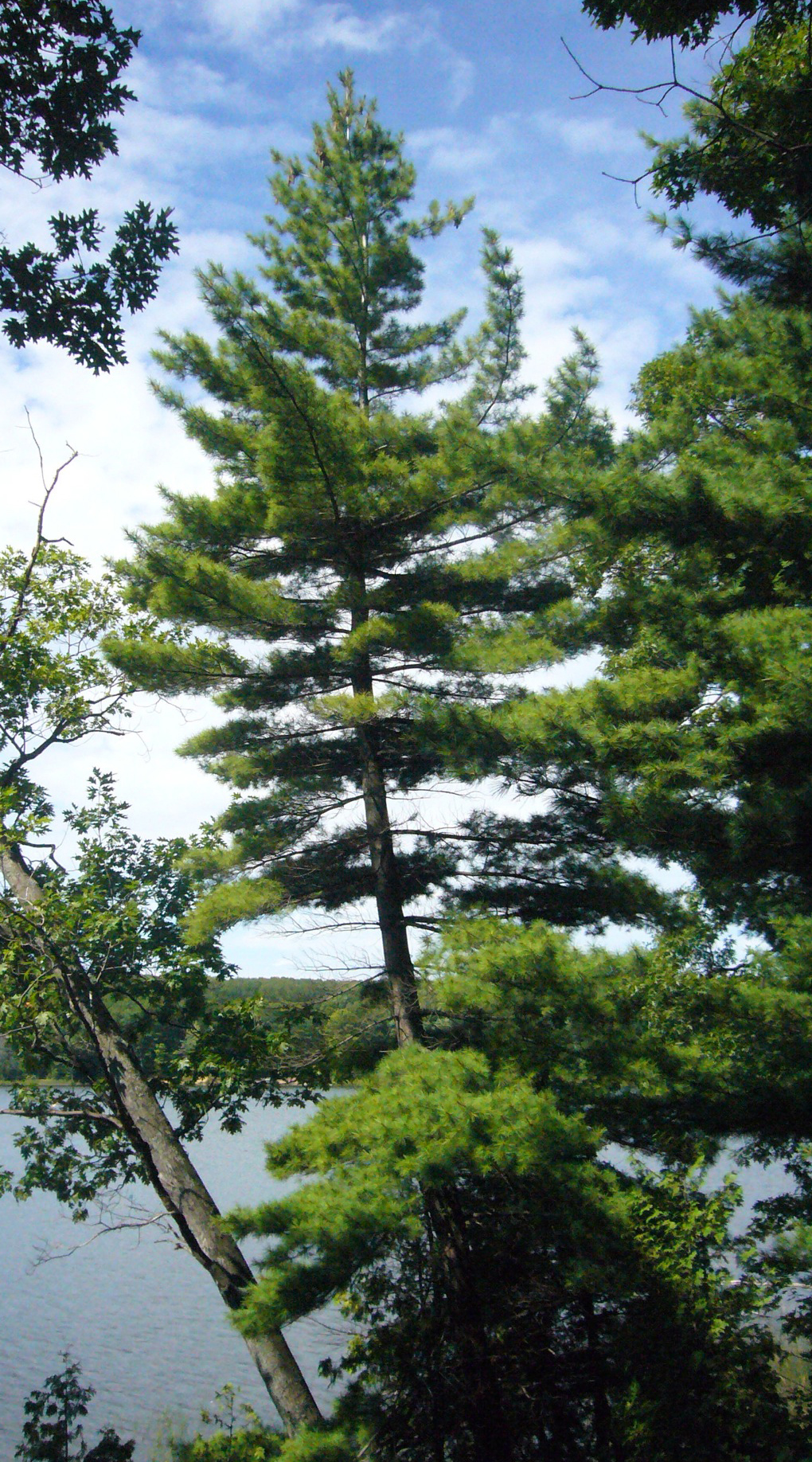
صنوبر أبيض

يعد صنوبر دوكامبو في كثير من الحالات وسيطاً بين الجنيسين الآخرين، ولهذا يمكن أن يصنف ضمن أحد هذين التصنيفين.

## جنيس الصنوبر الأبيض
وتتبعه الأنواع التالية:
- الصنوبر البوتاني (باللاتينية: P. bhutanica)
- الصنوبر الجبلي (باللاتينية: P. monticola)
- الصنوبر الدابشاني (باللاتينية: P. dabeshanensis)
- الصنوبر الشياباسي (باللاتينية: P. chiapensis)
- الصنوبر الصغير الأزهار (باللاتينية: P. parviflora)
- الصنوبر المتبادل الأوراق (باللاتينية: P. orthophylla)
- الصنوبر المنحني (باللاتينية: P. reflexa)

## جنيس صنوبر دوكامبو
- الصنوبر الحرشفي (باللاتينية: P. squamata)
- الصنوبر المأكول (باللاتينية: P. edulis)
- الصنوبر المعمر (باللاتينية: P. longaeva)
- الصنوبر النلسوني (باللاتينية: P. nelsonii)

## جنيس الصنوبر الحقيقي(باللاتينية:Pinus)
وينتشر في أوروبا وآسيا باستثناء الصنوبر الراتنجي (باللاتينية: P. resinosa) في أمريكا الشمالية و الصنوبر المداري (باللاتينية: P. tropicalis) في كوبا. ومن الفئات والأنواع التي تتبعه:

### فئة(باللاتينية:Pinus)
- الصنوبر الأسود (باللاتينية: P. nigra)
- الصنوبر البري (باللاتينية: P. sylvestris)
- الصنوبر البوسني (باللاتينية: P. heldreichii)
- الصنوبر التايواني (باللاتينية: P. taiwanensis)
- الصنوبر الراتنجي (باللاتينية: P. resinosa)
- الصنوبر الكثيف الأزهار (باللاتينية: P. densiflora)
- الصنوبر المداري (باللاتينية: P. tropicalis)

### فئة(باللاتينية:Pinea)
ومن الأنواع المتوسطية التي تشملها:
- الصنوبر البروتي (باللاتينية: P. brutia)
- الصنوبر الحلبي (باللاتينية: P. halepensis)
- الصنوبر الكناري (باللاتينية: P. canariensis)

### فئة(باللاتينية:Trifoliae)

#### تحت فئة(باللاتينية:Leiophyllae)
- الصنوبر اللومهولزي (باللاتينية: P. lumholtzii)

#### تحت فئة الجنوبي(باللاتينية:Australes)
- الصنوبر الكوبي (باللاتينية: P. cubensis)
- الصنوبر المتأخر الإثمار (باللاتينية: P. serotina)
- الصنوبر الغربي (باللاتينية: P. occidentalis )

#### تحت فئة المتأخر(باللاتينية:Contortae)
- الصنوبر البانكسي (باللاتينية: P. banksiana )
- الصنوبر الماتيوسي (باللاتينية: P. matthewsii )
- الصنوبر المتأخر (باللاتينية: P. contorta)